# Ngày mai bình yên (phim truyền hình 2021)
Ngày mai bình yên là một bộ phim truyền hình được thực hiện bởi Trung tâm Phim truyền hình Việt Nam, Đài Truyền hình Việt Nam do Vũ Trường Khoa và Hoàng Tích Thiện đồng đạo diễn. Phim phát sóng vào lúc 21h40 thứ 5, 6 hàng tuần bắt đầu từ ngày 12 tháng 8 năm 2021 và kết thúc vào ngày 8 tháng 10 năm 2021 trên kênh VTV3.

## Nội dung
Ngày mai bình yên xoay quanh câu chuyện về gia đình ông Phát (Trung Hiếu), một người đàn ông thành đạt ở tuổi 48, với cuộc sống viên mãn bên vợ đẹp con ngoan. Đại dịch COVID-19 bất ngờ ập đến cùng những hệ lụy của nó đã khiến ông phải đối mặt với những biến cố về công việc cũng như gia đình, làm mọi niềm tin và tự hào trước đây của ông lung lay và sụp đổ. Nỗi thất vọng lớn nhất của ông Phát, lại là thất vọng chính bản thân mình, vì hóa ra bấy lâu nay, ông không hề làm một người chồng tuyệt vời, người cha hoàn hảo như ông vẫn tưởng.

## Diễn viên
- Trung Hiếu trong vai Ông Phát[1]
- Thúy Hà trong vai Bà Trúc[4]
- Quốc Trị trong vai Ông Đại[4]
- Lan Hương trong vai Bà Tâm[4]
- Phùng Tiến Minh trong vai Chiến[4]
- Kiều Anh trong vai Dì Mai[5]
- Tố Uyên trong vai Trà[6]
- Quang Trọng trong vai Hòa
- Kiều My trong vai Mai Khôi[6]
- Đỗ Duy Nam trong vai Tuấn
- Chí Nhân trong vai Hùng
- Tiến Ngọc trong vai Sở Giám đốc Lính "ngố"

Cùng một số diễn viên khác....

## Ca khúc trong phim
Bài hát trong phim là ca khúc "Phía sau cánh cửa" do Phùng Tiến Minh sáng tác và đồng thể hiện cùng Hương Ly.

## Sản xuất và đón nhận
Quá trình quay phim chính của bộ phim diễn ra trong khoảng 2 tháng. Đây được coi là dự án thứ hai sau Những ngày không quên được sản xuất trong thời điểm giãn cách xã hội vì dịch bệnh COVID-19. Do Chỉ thị 16 từ chính phủ nên bối cảnh phim chỉ hạn chế trong nhà, hầu hết các cảnh nội đều được thực hiện tại trường quay của Đài Truyền hình Việt Nam. Bộ phim đã đánh dấu sự trở lại của Trung Hiếu sau nhiều năm không đóng phim truyền hình.
Tại thời điểm phát sóng, Ngày mai bình yên đã đứng đầu bảng xếp hạng top 10 phim truyền hình đạt rating cao nhất 2021, với tỷ suất người xem trung bình là 5.2%. Diễn xuất của Trung Hiếu được nhiều khán giả ghi nhận là điểm "sáng nhất" của phim và "cân cả bộ phim".